# Molophilus kunara
Molophilus kunara är en tvåvingeart som beskrevs av Günther Theischinger 1992. Molophilus kunara ingår i släktet Molophilus och familjen småharkrankar. Inga underarter finns listade i Catalogue of Life.